# 锦安镇
锦安镇，原名塔孜洪乡，是中华人民共和国新疆维吾尔自治区喀什地区疏勒县下辖的一个乡镇级行政单位。2025年撤乡设镇。
2025年7月11日，疏勒县撤销塔孜洪乡设立锦安镇。

## 行政区划
锦安镇下辖以下地区：
索喀贝希村、库拉格拉村、托万库拉格拉村、尤喀克霍伊拉村、喀拉扎克村、巴格艾日克村、其曼巴格村、江铁木尔村、博斯坦村、铁热克博斯坦村、塔什其艾日克村、墩克什拉克村、司也克村、喀希库日村、依提帕克村、克孜力巴依热克村、吉格代艾日克村、喀孜玛村、台吐尔村和尤喀克其盖图克村。